# Roger de Moulins
Roger de Moulins (overleden: Cresson, 1187) was de 8ste grootmeester van de Hospitaalridders van 1177 tot zijn dood in 1187. Hij volgde Gilbert van Syrië op.
De Hospitaalridders waren rivalen van de Tempeliers, maar paus Alexander III raadde Rogier aan om een wapenstilstand met ze te sluiten, dit gebeurde ook in 1179. In 1184 trok hij door Europa met Arnoldus van Torroja, de grootmeester van de Tempeliers, en ook Heraclius, de Latijnse patriarch van Jeruzalem. Samen formeerden zij de Maltezer Orde in Engeland, Frankrijk en Duitsland. Op de terugweg naar het Heilige Land hielp Rogier de Noormannen met het veroveren van Thessaloniki in 1185.
Rogier raakte meer betrokken bij de politiek in het koninkrijk Jeruzalem, maar in 1186 weigerde hij de sleutel van de schatkist af te staan aan koning Guy van Lusignan. Hij nam vervolgens deel aan de Slag bij Cresson vlak bij Nazareth, waar het tot een treffen kwam met Ajjoebiden, Rogier werd getroffen door een speer in zijn borst en overleefde de slag niet.